# Єдине європейське небо

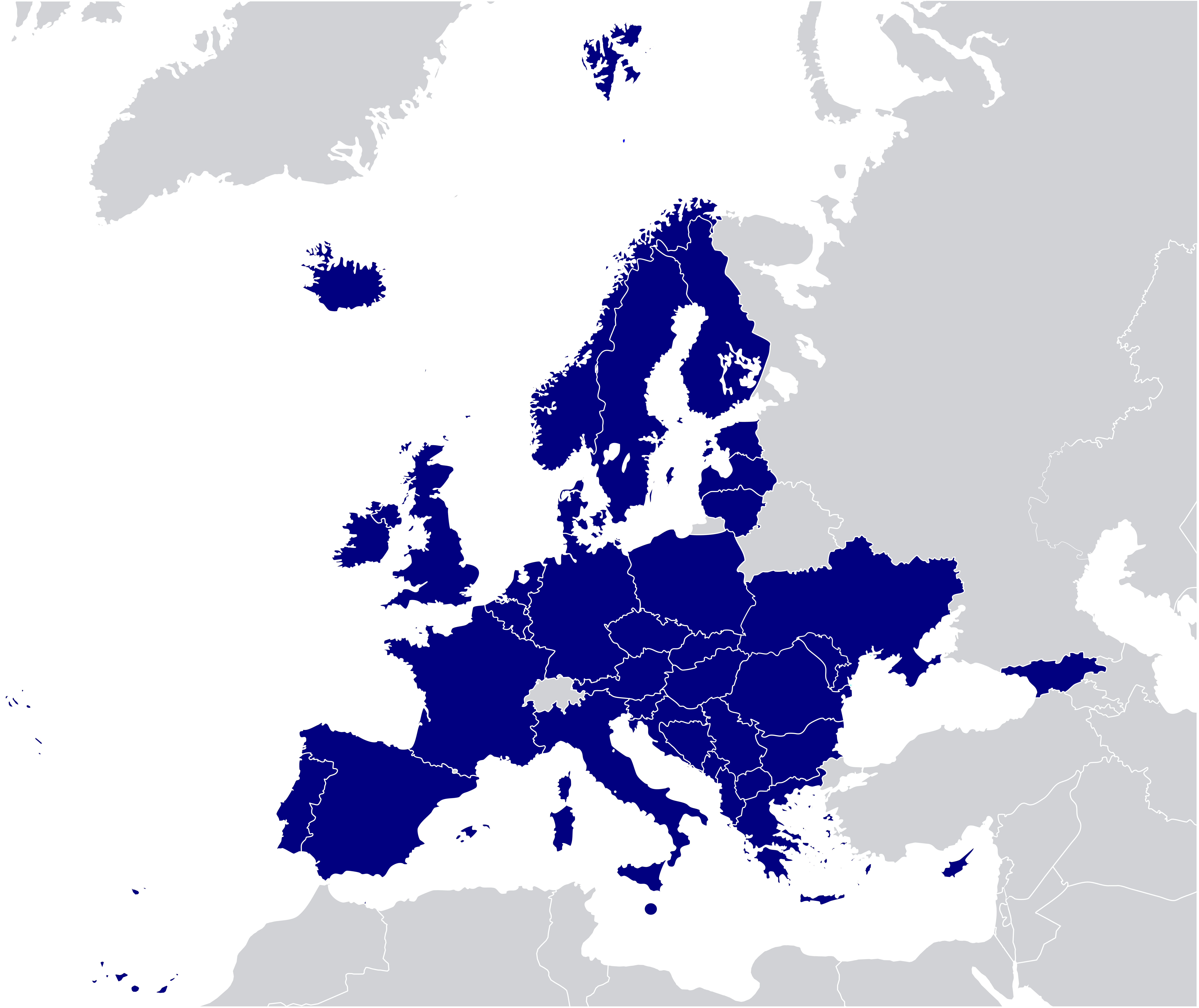
Європейська спільна авіаційна зона

Єдине європейське небо (англ. Single European Sky) — ініціатива Європейської Комісії, відповідно до якої розподіл повітряного простору і його керування будуть єдиними для більшості країн Європи (Спільний європейський авіаційний простір, англ. ECAA).
Ініціатива Європейської Комісії спрямована на підвищення безпеки, ліквідацію поділу та розбіжностей у керуванні повітряним рухом, забезпечення тіснішої співпраці з армією в організації керування повітряним рухом, а в законодавчому процесі збільшення пропускної здатності повітряного простору, підвищення ефективності системи керування повітряним рухом, а також сприяння впровадженню нових технологій.
Україна та ЄС підписали угоду про спільний авіаційний простір 12 жовтня 2021 року в рамках 23-го саміту Україна-ЄС в українській столиці. Прем’єр-міністр України Денис Шмигаль, посол Словенії (країна, яка головувала тоді в ЄС) в Україні Томаж Менцін та голова зовнішньополітичної служби Євросоюзу Жозеп Боррель підписали в Києві угоду між Україною та Європейським союзом про спільний авіаційний простір.

## Огляд
Введення ініціативи, імовірно, принесе користь усім користувачам повітряного простору за рахунок безпечнішого та ефективнішого використання повітряного простору та керуванні повітряним рухом всередині і за межами ЄС. Керування повітряним рухом перестане підкорятися національним управлінням в рамках національних кордонів; замість цього будуть створені «функціональні блоки повітряного простору», межі яких відповідатимуть вимогам підвищення ефективності використання повітряного простору. Управління повітряним рухом як і раніше буде мати головною метою безпеку авіаперевезень, проте буде також враховувати потреби учасників повітряного руху та зростання обсягу авіаперевезень.
Керування повітряним простором у ЄС здебільшого здійснюється країнами-членами, які співпрацюють у рамках проєкту Євроконтроль, міждержавної організації, до якої входить більшість європейських країн.
Повітряний простір Європи є найбільш завантаженим у світі, а наявна система керування має безліч недоліків, зокрема, межі авіаційних зон збігаються з національними кордонами, а багато ділянок зарезервовані військовими, хоча в багатьох випадках це не потрібно.
Ініціативу з організації проєкту «Єдине європейське небо» Єврокомісія почала ще в 1999 році з метою реформи авіаційного контролю.
У жовтні 2001 р. Єврокомісія прийняла пропозиції щодо створення Єдиного неба Європи і щодо створення єдиного регулюючого органу з керування повітряним рухом у ЄС, Норвегії та Швейцарії. Такий орган міг би об'єднати управління верхніми ешелонами повітряного простору ЄС, які зараз розділені національними кордонами. Він міг би організувати повітряний простір інакше з урахуванням ефективності його використання, а не національних кордонів. Крім того, передбачається об'єднання військових і цивільних служб.
Ведуться переговори про поширення ініціативи на балканські та середземноморські країни.
У червні 2008 р. були прийняті поправки, й ініціатива отримала назву SES-II (SES — Single European Sky, Єдине європейське небо).
SES-II має на меті прийняття програми функціональних блоків повітряного простору як інструменту для підвищення ефективності використання повітряного простору. Супроводом деяких ініціатив у рамках проєкту займається Європейське агентство авіаційної безпеки.
10 червня 2013 року Європейська Комісія представила план «Б» з прискорення реалізації проєкту «Єдине європейське небо». Так званий SES-II+ являє собою пакет заходів, спрямованих на вирішення поточної ситуації з державними монополіями, що відповідають за забезпечення аеронавігаційного обслуговування. Цей пакет викликав хвилю протестів.

## Виключення
У звіті Британського парламенту 2000 р. зазначається, що Іспанія заблокувала включення аеропорту Гібралтару в Єдине європейське небо, що призвело до зупинки всього проєкту.

## Прискорення процесу
Проблеми, викликані виверженням вулкана Ейяф'ятлайокютль, спричинили прискорення процесу інтеграції національних систем контролю повітряного простору у Єдине європейське небо та негайне створення загального кризового центру.

## Протести проти Єдиного неба
У червні 2013 р. в 11 країнах Європи пройшли численні протести авіадиспетчерів проти створення «Єдиного неба». Страйки були організовані профспілками, які побоюються, що ця ініціатива може згодом призвести до істотного скорочення робочих місць та заробітних плат працівників аеропортів, у відповідь на представлений Європейською Комісією план «Б» з прискорення реалізації проєкту. Унаслідок протестів, на прохання міністрів транспорту Франції та Німеччини, ініціативу лібералізації авіаційного руху Євросоюзу було заморожено.

## Відкрите небо між Україною та ЄС
У червні Рада Європейського союзу дала згоду на підписання угоди про спільний авіаційний простір між Україною та ЄС, що передбачає відкриття ринку повітряного транспорту, нові можливості як для споживачів, так і для операторів. Очікується, що угода сприятиме розвитку торгівлі, туризму, інвестиціям, здешевленню авіаквитків тощо. 
Україна неодноразово заявляла про своє бажання долучитися до ініціативи Єдиного неба Європи. Переговори щодо укладення угоди між Україною та ЄС про єдиний авіаційний простір почалися ще в 2007 році. Наприкінці вересня 2012 року Віце-президент Європейської Комісії Сіім Каллас заявив, що Єврокомісія до 2015 року планує укласти угоди про єдиний авіаційний простір з Україною та низкою сусідніх країн. Основною перешкодою для угоди щодо спільного неба між сторонами основною проблемою була сертифікація українських літаків.
28 листопада у Вільнюсі відбулось парафування Угоди про Спільний авіаційний простір (САП), або «Відкрите небо» України з країнами Європейського Союзу.
Наприкінці березня 2014 року Голова Державної авіаційної служби України Денис Антонюк заявив, що Україна планує підписати угоду про єдиний повітряний простір з Євросоюзом на початку літа 2014 р. Основна ідея угоди полягає в зміні українських правил безпеки в авіації відповідно до європейських стандартів. На практиці угода дозволить європейським компаніям без обмежень літати у будь-які аеропорти України, а українським авіаперевізникам — у будь-які аеропорти Європи.
4 червня 2014 року стало відомо, що Угоду про відкрите небо не буде підписано 5 червня. Затримка у підписанні договору пов'язана з внутрішньоєвропейською проблемою — невизначеністю терміна «територія» в контексті Гібралтару.
У 2018 році тодішній міністр інфраструктури Володимир Омелян заявив, що Україна розраховує підписати угоду наступного дня після Brexit – тобто 30 березня 2019-го. Однак вихід Британії з Євросоюзу відбувся пізніше, ніж очікувалося. У березні 2019-го в Євросоюзі заявили, що терміни підписання угоди з Україною не встановлені. У липні глава представництва ЄС в Україні Х'юг Мінгареллі повідомив, що угоду підпишуть до кінця 2019 року.
Велика Британія вийшла з Європейського Союзу 31 січня 2020 року. Надалі Україна розраховувала підписати угоду про «відкрите небо» до кінця 2020-го – на саміті «Східного партнерства» в червні. Однак його перенесли через пандемію коронавірусу. Наступним терміном підписання став жовтень 2020-го, коли повинен був пройти саміт Україна-ЄС.
Тоді міністром інфраструктури був Владислав Криклій. Очільник відомства в інтерв'ю «Слово і діло» казав, що Україна наполягатиме на підписанні угоди в жовтні.
|                     | Скажу відверто, Європа з цим раніше більше поспішала – зараз у них там накладається і коронавірус. І вони не розуміють, як це буде економічно (все ж прораховують наслідки будь-яких підписаних договорів). І питання Великої Британії до кінця ще не вирішилося – ми теж були переконані, що ця конфліктна історія з Гібралтару буде вирішена і, нарешті, ми зможемо спокійно рухатися вперед, але воно в підвішеному стані. Тому ми ще в стадії переговорів, але пані Стефанішина, віцепрем'єр з європейської та євроатлантичної інтеграції, активно цим займається. Ми вже кілька разів з Єврокомісією спілкувалися про те, щоб їх підштовхнути, щоб на саміті підписати. Принаймні, ми готові. Тут більше питання до них |
| — Владислав Криклій | |

Однак підписати угоду 2020 року так і не вдалося. Водночас шостий президент України Володимир Зеленський запевнив, що Україна таки отримає «відкрите небо». На засіданні Ради асоціації Україна-ЄС підписати угоду теж не вийшло, як сказав Криклій, «через бюрократію» в Євросоюзі. 
Однак 28 червня 2021 року Рада Євросоюзу дала згоду на підписання угоди про Спільний авіаційний простір з Україною. Україна та ЄС підписали угоду про спільний авіаційний простір 12 жовтня 2021 року в рамках 23-го саміту Україна-ЄС в українській столиці. Прем’єр-міністр України Денис Шмигаль, посол Словенії (країна, яка головувала тоді в ЄС) в Україні Томаж Менцін та голова зовнішньополітичної служби Євросоюзу Жозеп Боррель підписали в Києві угоду між Україною та Європейським союзом про спільний авіаційний простір.